# Nadja Regin
Nadja Regin (eigentlich: Nadežda Poderegin; * 2. Dezember 1931 in Niš, Serbien; † 6. April 2019) war eine jugoslawische Schauspielerin, die in den frühen 1960er Jahren unter anderem in zwei James-Bond-Filmen sowie in drei Edgar-Wallace-Kurzfilmen mitgewirkt hat.

## Leben
Nadja Regin wurde als Tochter des Ingenieurs Ignatije Poderegin und dessen Frau Mika, geb. Bajić, in Niš im Süden Serbiens geboren. Ende der 1940er und Anfang der 1950er Jahre wirkte Nadja Poderegin, wie sie sich seinerzeit noch nannte, in drei Filmen mit, die im damaligen Jugoslawien produziert wurden. In dem 1953 von der Bundesrepublik mitproduzierten Filmdrama Das Haus an der Küste trat sie erstmals als Nadja Regin auf und behielt diesen Künstlernamen fortan bei, wenngleich sie sich zwischendurch auch mal Nadja Regen, Nadia Regin und Nadja Ragin nannte.
International bekannt wurde sie durch ihre Mitwirkung in den zwei James-Bond-Filmen Liebesgrüße aus Moskau (1963) und Goldfinger (1964). Kurz danach wirkte sie in dem neuseeländischen Thriller Runaway letztmals in einem Kinofilm mit und spielte anschließend nur noch in Fernsehserien, bevor sie sich 1968 vollständig aus dem Filmgeschäft zurückzog.
In den 1960er Jahren zog sie mit ihrem aus Polen stammenden Ehemann, dem Industriellen Michael Szrajber (1922–2009), nach London, die Ehe wurde später geschieden. Nach ihrer Filmkarriere war Nadja Regin unter anderem als Drehbuchautorin für die BBC tätig. Gemeinsam mit ihrer Schwester Jelena Poderegin, die ebenfalls in London lebte, gründete sie den Verlag Honeyglen Publishing. In diesem erschien, neben zahlreichen anderen Büchern, die von Nadja Regin angefertigte englische Übersetzung des von ihrer Mutter, der Lehrerin Milka Bajić-Poderegin (1904–1971) verfassten Romans Svitanje unter dem Titel The Dawning.

## Filmografie (Auswahl)
- 1953: Das Haus an der Küste (Kuca na Obali)
- 1954: Roman eines Frauenarztes
- 1955: Die Kolonne des Doktor M (Esalon doktora M.)
- 1955: Du mein stilles Tal
- 1955: Der Frontgockel
- 1957: Der Mann ohne Körper
- 1957: Die Unschuld vom Lande
- 1957: Auf Wiedersehen, Franziska!
- 1957: Es wird alles wieder gut
- 1960: Wir wollen niemals auseinandergehen
- 1961: Blond muß man sein auf Capri
- 1962: Brillanten des Todes: Solo für Inspektor Sparrow
- 1963: James Bond 007 – Liebesgrüße aus Moskau (From Russia with Love)
- 1964: James Bond 007 – Goldfinger (Goldfinger)
- 1964: Runaway